# Voiture rapide Nord « Torpille »
Ne doit pas être confondu avec Wagon-torpille.

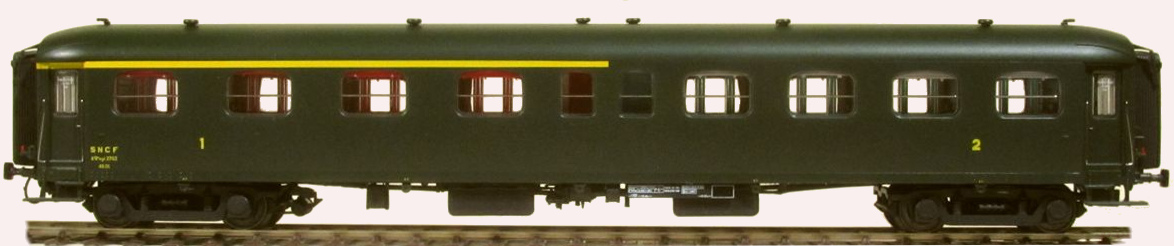
Voiture mixte AB.

Les voitures rapides Nord sont des voitures de chemin de fer métalliques à bogies de la Compagnie du Nord. Elles doivent leur surnom de « Torpilles » à leurs faces lisses et galbées. La forme caractéristique de leurs baies, au bord supérieur arrondi, se retrouve sur les voitures Express Nord.

## Caractéristiques
Construites en vue de remplacer du matériel en bois, construit en majorité avant la Première Guerre mondiale, les voitures rapides Nord, étudiées par l'ingénieur Marc de Caso, sont des voitures métalliques réalisées en tôles d'acier épaisses soudées. Cette technologie empruntée à la construction navale était novatrice dans le domaine ferroviaire, qui privilégiait l'assemblage des tôles par rivets comme c'était le cas des voitures définies par l'OCEM pour les autres réseaux mais aussi de tout le matériel remorqué des autres grands réseaux européens et américains. Les tôles étaient recourbées à leur extrémité par emboutissage ce qui permettait de raidir la structure. Les dossiers (bouts de caisse) étaient renforcés par des montants et des traverses.
Le toit était également en acier. La rigidité qu'il procurait a permis d'alléger le cloisonnement interne des voitures réalisé en tôles minces assemblées sur des cadres métalliques.
Ces voitures particulièrement robustes répondaient à un besoin de sécurité, par rapport aux voitures anciennes dont la caisse était en bois. Les dégâts occasionnés au parc ferroviaire par la Première Guerre mondiale ne sont pas étrangers à ce besoin de construire solide.
Cette technologie fut d’abord essayée sur les voitures prototypes de 1923. Elle donna ensuite naissance à deux séries
- les voitures rapides Nord, destinées aux rapides, aux internationaux et aux classes supérieures dans les express
- les voitures express Nord, principalement des voitures de 3e classe utilisées sur les express et trains locaux

Les rapides Nord ont été construites entre 1928 et 1938. Longues de 22,350 m, ce sont des voitures d'aménagement classique à compartiments desservis par un couloir latéral avec les plateformes d'accès en bout de caisse. Cette disposition avait déjà été utilisée sur le Nord à partir du début des années 1900 sur les directs et trains de luxe.
Par rapport aux autres voitures métalliques à couloir latéral mises en service à cette époque, elles se distinguent par la position du cabinet de toilettes, situé en milieu de caisse (un par classe sur les voitures mixtes 1re / 2e classe).
On distingue les diagrammes suivants :
- 44 A8yfi > A8, 1928, première classe,
- 4 A3B5yfi, 1929, mixtes ; les 2 toilettes sont attenantes, de part et d'autre du changement de zone,
- 45 A4B4yfi, 1931, mixtes ; 2 toilettes centrales,
- 130 B9yfi > B9, 1928, deuxième classe,
- 9 A5Ddyi, 1928, cabinet de toilettes côté fourgon,
- 29 A3B3Ddyi > 10 A3B3Dd et 19 A6Dd, 1929, cabinet de toilettes en milieu de zone voyageur,
- 4 B5Ddyi, 1928,
- 5 B6Ddyi, 1936,
- 30 fourgons[1] Dd4yi, 1927, radiés en 1984[2].

Une deuxième série de voitures allégées de 4 t sera lancée en 1935. Les voitures de 3e classe se distinguent par leur longueur portée à 23,750 m et leurs toilettes donnant sur les plateformes d'accès :
- 10 A3B5yfi, 1938, mixtes, de même apparence que leurs homologues de 1929,
- 5 A2B4D2dyi, 1938,
- 20 C10myfi, 1938, allongées,
- 5 C7Ddmyi, 1938, allongées.

N.B. Les C deviennent des B avec l'abandon de la 3e classe.

## Utilisation
Les voitures Rapides Nord circulèrent aussi bien en France qu’à l’étranger. Elles ont parcouru l'ensemble des régions SNCF, en assurant de nombreuses liaisons transversales. Elles ont desservi l’artère Nord-Est jusqu’à Dijon en passant par Chalindrey et au-delà dans le Sud Est. Dans l'Ouest, elles ont desservi Rouen via Serqueux.
La composition de ces rames était variée, soit en convois homogènes, soit en rames mixtes incluant des voitures Rapides et Express Nord. Elles sont aussi entrées dans la composition du train "Flèche d'Or", avec voitures CIWL "Pullman", "Restaurant", et voitures DEV. Elles furent également insérées dans le train "Scandinavie Express".
La rareté des voitures rapides Nord de troisième classe est due aux raisons suivantes :
- à l'époque où les voyages étaient chers, les trains internationaux concernaient principalement une clientèle aisée et proposaient peu de voitures de troisième classe, voire aucune ;
- les rapides du Nord s'adressaient à cette clientèle en leur destinant principalement des voitures des deux classes supérieures, avec une offre limitée de places de troisième ;
- ce sont les trains express qui offraient majoritairement des places de troisième classe ; ils étaient souvent assurés par une combinaison de voitures rapides Nord (1e et 2e classe) et d'express Nord (3e classe).

Avec l'abandon de la troisième classe, un grand nombre d'ex B9 ont été remplacées par des voitures plus modernes et offrant plus de places, comme par exemple les DEV, sur les trains directs. Jusque dans les années 1970, on pouvait néanmoins voir ces voitures, notamment des B10, au sein de trains internationaux à long parcours.
Leur retrait s'est achevé en 1984. La dernière rame de voiture Rapide servit aux essais de traction de locomotives modernes de la SNCF.

### Préservation
Le Chemin de fer touristique du Vermandois possède le fourgon DD4s  Classé MH, et préserve 4 exemplaires confiés par la SNCF : 3 B9yfi classées MH,, et une A3B5.
Le Train Thur Doller Alsace conserve la voiture A8t 130  Classé MH, confiée par le Train à vapeur thouarsais.
Le Cercle d'Étude Ferroviaire Nord à Denain conserve la voiture B9 51 87 29-37 869-6.

## Constructeurs
Le constructeur belge Ragheno réalisa certaines voitures, notamment des C10.

## Modélisme
Des modèles réduits des voitures rapides Nord (1re série) à l'échelle HO ont été réalisés par RMA et LS Models (2012).
À l'échelle O, elles ont été reproduites dans les années 1980 par l'artisan Guillermet. Elles étaient disponibles en de nombreuses variantes, la fabrication faisait appel à la tôle de laiton emboutie.

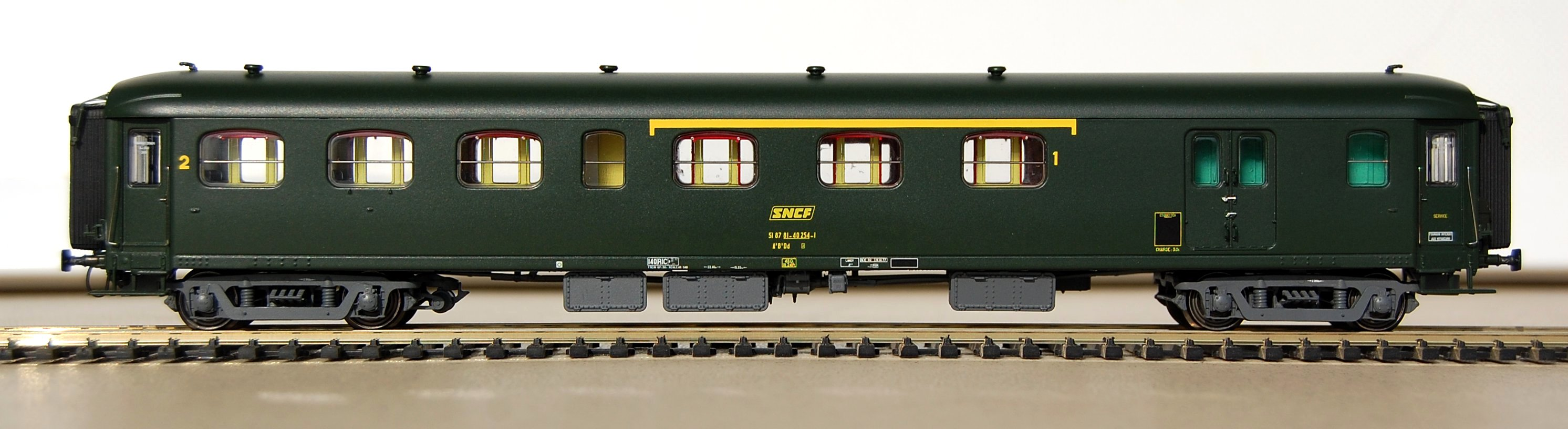
Modèle réduit LS Models de ABDd à logo SNCF encadré.